# Mount Robertson, Kanada
Mount Robertson är ett berg i Kanada.   Det ligger på gränsen mellan Alberta och British Columbia, i den västra delen av landet, 3 000 km väster om huvudstaden Ottawa. Toppen på Mount Robertson är 3 177 meter över havet. Mount Robertson ingår i Spray Mountains.
Terrängen runt Mount Robertson är bergig åt sydost, men åt nordväst är den kuperad.Trakten runt Mount Robertson är nära nog obefolkad, med mindre än två invånare per kvadratkilometer.. Det finns inga samhällen i närheten. 
Trakten runt Mount Robertson består i huvudsak av gräsmarker.